# Rupert maci varázslatos kalandjai
A Rupert maci varázslatos kalandjai vagy Rupert maci kalandjai (eredeti cím: Rupert) kanadai–angol–francia televíziós rajzfilmsorozat. Kanadában 1991. szeptember 1. és 1997. június 1. között a YTV tűzte műsorra. Magyarországon először a Duna TV vetítette, utána a Minimax sugározta, aztán az M2, a KidsCo és a Story4 adta le.

## Ismertető
A sorozat Rupert maci történeteit kelti életre. Rupert maci a barátaival a varázslatok, a fondorlatok és a veszélyes kalandok világában jár.

## Szereplők
- Rupert Maci – Okos, figyelmes, találékony, bátor, megbízható és fehér színű maci.
- Tűzliliom – Rupert maci, egyik kísérő barátnője.

## Magyar hangok
- Seszták Szabolcs – Rupert
- Harsányi Bence – Bill
- Rosta Sándor – Rupert apja
- Kocsis Mariann, Némedi Mária – Rupert anyja
- Stohl András – Podgy
- Fekete Zoltán – Pong Ping
- Markovics Tamás – ?
- Németh Gábor – ?
- Dobránszky Zoltán, Kardos Gábor – Professzor
- Roatis Andrea – Lili

## Epizódok
1. Rupert és Pong Ping (Rupert and Pong Ping)
2. Rupert és a bölcs Hüm (Rupert and the Sage of Um)
3. Rupert és Algy veszélyes utazása a múltban (Rupert and Algy's Misadventure)
4. Rupert és a csodakeksz (Rupert and the Purple Cakes)
5. Rupert és Bill Játékországban (Rupert and Bill in Gameland)
6. Rupert és a kis Yum (Rupert and Little Yum)
7. Rupert és a lovag (Rupert and the Knight)
8. Rupert és a krokodilok (Rupert and the Crocodiles)
9. Rupert és Zsémbike (Rupert and Raggety)
10. Rupert kalandja a tenger mélyén (Rupert's Undersea Adventure)
11. Rupert és az ajándéklegyező (Rupert and the Twilight Fan)
12. Rupert és Hófúvó Henrik (Rupert and Billy Blizzard)
13. Rupert és a kalózok (Rupert and the Pirates)
14. Rupert és a romtemplom (Rupert and the Temple Ruins)
15. Rupert és a hóhiány (Rupert and the Missing Snow)
16. Rupert és a manók (Rupert and the Leprechauns)
17. Rupert Időországban (Rupert in Timeland)
18. Rupert és a tigris szeme (Rupert and the Tiger's Eye)
19. Rupert és a mini maximátor (Rupert and the Big Small Machine)
20. Rupert és grizli bátya (Rupert and Uncle Grizzly)
21. Rupert és a hegedűs (Rupert and the Fiddle)
22. Rupert és a nyekinyelő (Rupert and Nessie)
23. Rupert and the Ghost
24. Rupert and the Lamp
25. Rupert and the Firebird
26. Rupert and the Mulp Gulper
27. Rupert and Ginger
28. Rupert and Growler
29. Rupert and the Dragon Race
30. Rupert and the Hedgehog
31. Rupert and Ottoline
32. Rupert and the Cloud Pirates
33. Rupert and the Nile
34. Rupert and the Lost Memory
35. Rupert and the Sea Serpent
36. Rupert and the Bell
37. Rupert and the Carousel
38. Rupert and the April Fool
39. Rupert and the Clock Cuckoo
40. Rupert és az óriás (Rupert and the Giant)
41. Rupert és a gyapjútolvajok (Rupert and the Wool Gatherers)
42. Rupert és a lápvilág rejtélye (Rupert and the Marsh Mystery)
43. Rupert és A.R.C.H.I.E. (Rupert and A.R.C.H.I.E.)
44. Rupert játékországban (Rupert in Toyland)
45. Rupert az álom birodalmában (Rupert in Dreamland)
46. Rupert a római birodalomban Rupert's Roman Adventure
47. Rupert tükörországban Rupert in Mirrorland
48. Rupert és a kristálykirályság (Rupert and the Crystal Kingdom)
49. Rupert és az űrhajósok (Rupert and the Space Pilots)
50. Rupert és a rejtelmes sziget (Rupert and the Mystery Isle)
51. Rupert és a mamája kalandja (Rupert and Mum's Adventure)
52. Rupert karácsonyi kalandja (Rupert's Christmas Adventure)
53. Rupert és a kalózlobogó (Rupert and the Jolly Roger)
54. Rupert és az ördöngős Mefisztó (Rupert and the Great Mephisto)
55. Rupert és a kismedve (Rupert and the Little Bear)
56. Rupert és a papírhajtogatók (Rupert and the Paper Folders)
57. Rupert és a bűvös kristály (Rupert and the Crystal Ball)
58. Rupert és a napharamia (Rupert and the Sun Bandit)
59. Rupert és a dallamgyűjtő (Rupert and the Song Snatcher)
60. Rupert és a Bess királynő (Rupert and Queen Bess)
61. Rupert és a vízmű (Rupert and the Water Works)
62. Rupert és a jéghideg (Rupert and the Deep Freeze)
63. Rupert és a krétafirkák (Rupert and the Chalk Drawing)
64. Rupert és a sárkányfesztivál (Rupert and the Dragon Festival)
65. Rupert és a csodaóra (Rupert and the Whizz Watch)